# Das Legat
Das Legat ist eine stumme deutsche Detektivfilm-Komödie von Max Mack aus dem Jahr 1917.

## Handlung
Meisterdetektiv Harry Holk bekommt den Auftrag, den angeblich labilen Maler Nielsen zu beobachten, denn es wurde Holk ein Brief zugespielt, in dem auf Nielsens angebliche Selbstmordabsichten hingewiesen wird. Holk zeigt Nielsen dieses Schreiben, und dieser erkennt in der Handschrift sofort diejenige des windigen, alten Geldverleihers Rosen. Dieser hatte mit Nielsen einen Handel abgeschlossen, der sich als wahrhafter Wucher entpuppt. Rosen hatte Nielsen 50.000 Kronen geliehen, unter der Voraussetzung, dass Nielsen ihm, Rosen, Monat für Monat 10.000 Kronen als eine Art Leibrente abtreten würde. Dieses Legat, so rechnet Holk aus, müsste Rosen bereits rund 200.000 Kronen eingebracht haben. Rosen fürchtet nunmehr, dass diese sprudelnde Geldquelle versiegen könnte, sollte sich Nielsen dazu entschließen, seinem Leben ein Ende zu bereiten.
Der empörte Holk möchte seinem Auftraggeber Rosen das von Gier getriebene Handwerk legen. Er informiert den Wucherer kurz, dass er für drei Tage verreisen und dieser daher selbst auf Nielsen achten müsse. Holk und Nielsen planen, Rosen in diesen drei Tagen Blut und Wasser schwitzen zu lassen. Erst schafft sich der Maler ein Rennpferd an, woraufhin Rosen nun ebenfalls ein schnelles Pferd organisieren muss, mit dem er reitend auf Nielsen Acht geben kann. Bald muss er seine fleischgewordene Geldquelle vor dem Ertrinken, dann wieder vor dem Vergiften retten. Als sich der Geldverleiher weiterhin weigert, die Vorauszahlungen der Leibrente zurückzuerstatten, muss Rosen sogar an einem halsbrecherischen Flug durch die Lüfte teilnehmen und mit Schrecken zusehen, wie Nielsen sich schließlich an einer Dressurnummer mit wilden Bären im Zirkus versucht. Das ist zu viel für ihn, und Rosen verlässt speiübel den Ort des Geschehens.
Endlich hat der Maler den Geldverleiher „weichgekocht“, und Rosen ist bereit, gegen eine Abfindung von weiteren 50.000 Kronen auf die Fortsetzung des Legats zu verzichten, und sei es nur, um seine Nerven zu schonen. Gesagt, getan. Der alte Wucherer bekommt jedoch den Schreck seines Lebens, als der vermeintliche Maler Nielsen seinen Bart abzieht und hinter dieser Maskerade Harry Holk erscheint, der sich durch seine tollkühnen Aktivitäten der vergangenen Tage als durch und durch sportlicher, wagemutiger und draufgängerischer Detektiv erwiesen hat.

## Produktionsnotizen
Das Legat entstand vermutlich zum Jahreswechsel 1916/17 und passierte die Filmzensur im Februar 1917. Im darauf folgenden Monat wurde der Vierakter in Berlins Marmorhaus uraufgeführt.

## Kritik
„Eine Tragikomödie im Rahmen eines spannenden Detektivstückes, die uns den Kampf eines Wucherers für eine unredlich erworbene Leibrente vor Augen führt. Alle Pointen, die das Detektivsujet bietet, wurden vom Verfasser der originellen Handlung, Lindau-Schultz, vollkommen ausgenützt. Wir sehen einen Dressurakt im Zirkus, und verfolgen die Sturzflüge eines Aeroplans. Bruno Kastner gibt einen leichtsinnigen Maler mit großer Natürlichkeit, während die Rolle des Detektivs bei Rolf Ziegler … sehr gut aufgehoben ist. Erwähnung verdient auch noch das drastische Spiel Rudolf Lettingers als Geldverleiher Rosen. Das Spiel dieser drei Hauptdarsteller kommt dank der trefflichen photographischen Aufnahmen sehr gut zur Geltung.“